# WSOF 6
WSOF 6: Burkman vs. Carl（ダブリューエスオーエフ・シックス：バークマン・バーサス・カール）は、アメリカ合衆国の総合格闘技団体「WSOF」の大会の一つ。2013年10月26日、フロリダ州コーラルゲーブルズのバンクユナイテッド・センターで開催された。

## 大会概要
本大会ではジョシュ・バークマンとスティーブ・カールによるWSOF世界ウェルター級王座決定戦が組まれた。

## 試合結果

### プレリミナリーカード
第1試合 フェザー級ワンマッチ 5分3R
○  アレッシャンドリ・ピメンタウ vs.  ジェイド・ポーター ×
3R 3:05 三角絞め
第2試合 フェザー級ワンマッチ 5分3R
○  ニック・ロボスコ vs.  ファビオ・メロ ×
1R 2:02 KO（右ハイキック→パウンド）
第3試合 バンタム級ワンマッチ 5分3R
○  ジョシュ・レティングハウス vs.  アレクシス・ヴィラ ×
3R終了 判定3-0
第4試合 バンタム級ワンマッチ 5分3R
○  チャド・ロビショー vs.  アンドリュー・イエーツ ×
2R 4:09 TKO（ノースサウスチョーク）
第5試合 ライト級ワンマッチ 5分3R
○  ルイス・ブスカペ vs.  ジェイコブ・ヴォルクマン ×
3R終了 判定3-0
第6試合 フェザー級ワンマッチ 5分3R
○  パブロ・アルフォンソ vs.  ミゲール・トーレス ×
1R 3:05 ギロチンチョーク

### メインカード
第7試合 ライト級ワンマッチ 5分3R
○  ジャスティン・ゲイジー vs.  ダン・ローゾン ×
2R 1:40 KO（右フック）
第8試合 ウェルター級ワンマッチ 5分3R
○  ジョン・フィッチ vs.  マルセロ・アルファヤ ×
3R終了 判定2-1
第9試合 バンタム級ワンマッチ 5分3R
○  マルロン・モラエス vs.  カーソン・ビービー ×
1R 0:32 KO（左フック）
第10試合 WSOF世界ウェルター級王座決定戦 5分5R
○  スティーブ・カール vs.  ジョシュ・バークマン ×
4R 1:02 TKO（三角絞め）
※カールが王座獲得に成功。

### ポストTVカード
第11試合 ライトヘビー級ワンマッチ 5分3R
△  フランシスコ・フランセ vs.  ハンス・ストリンガー △
3R終了 判定0-0